# Vladimir Malyavin
Vladimir Eduardovich Malyavin (en russe : Владимир Эдуардович Малявин), né le 4 mars 1973 à Aşgabat en RSS turkmène est un sauteur en longueur russe.

## Biographie
Représentant à ses débuts le Turkménistan, il participe aux Championnats du monde de 1993, aux Championnats du monde en salle de 1995, aux Championnats du monde de 1995 et aux Jeux olympiques de 1996 sans atteindre la finale.
Pour la Russie, il se classe douzième aux Jeux olympiques de 2000, septième aux Championnats du monde en salle de 2001 et huitième aux Championnats d'Europe de 2002. Il participe aux Jeux olympiques de 2008 sans atteindre la finale.
Son record personnel est de 8,25 mètres, réalisé en juin 2000 à Saint-Pétersbourg.